# 櫻井有紀
Yuki（1981年7月11日—），本名櫻井有紀（Yuki Sakurai），出生於日本橫濱市，現在是日本樂隊組合Rice的主音。
由於Yuki自幼參加合唱團，所以聲音已有熟練的訓練。他的唱法獨特，震音是他的特式，令聲音帶有古典的味道，與別不同。此外他亦有參與作曲作詞，編曲等工作，是位有實力的唱作歌手。
1997年他被華月發挖後成為了Raphael的主音。Raphael解散後與同隊成員Hiro另組成Rice。另外他亦曾與Kikasa組成了Unzu樂隊。